# Neoliomera demani
Neoliomera demani is een krabbensoort uit de familie van de Xanthidae. De wetenschappelijke naam van de soort is voor het eerst geldig gepubliceerd in 1961 door Forest & Guinot.